# NGC 1153
NGC 1153 je galaksija u zviježđu Kit.

## Vanjske poveznice
- SEDS: NGC 1153